# Günther Engelmayer
Günther Engelmayer (* 28. Mai 1941 in Wien) ist ein österreichischer Politiker (ÖVP) im Ruhestand. 

## Leben
Nach der Matura 1961 trat Engelmayer in den Bundesdienst ein und wurde 1974 Leiter des Referates für den Umweltschutz im damaligen Bundesministerium für Handel, Gewerbe und Industrie. Ab 1980 war er als Sekretär des österreichischen Gewerkschaftsbundes und Bundessekretär der Fraktion Christlicher Gewerkschafter tätig. Am 24. April 1983 wurde Engelmayer als Abgeordneter zum Wiener Landtag und Mitglied des Wiener Gemeinderates angelobt, am 9. Dezember 1987 wechselte er als Stadtrat ohne Ressort in den Wiener Stadtsenat und wurde Mitglied in der Wiener Landesregierung Zilk II. Am 2. April 1990 legte Engelmayer seine Funktion als Stadtrat aus gesundheitlichen Gründen nieder.